# Han van der Meer
Han van der Meer (Amsterdam, 1939) is een Nederlands televisieproducent, journalist en presentator.
Van der Meer groeide op als oudste in een gezin met elf kinderen. Een broer van hem was psycholoog Bob van der Meer (1942–2018), bekend van zijn werk over pesten. Van der Meer begon als medewerker bij de Volkskrant en werd, nadat hij zijn diploma aan het avondgymnasium behaald had, redacteur op de kunstredactie. In 1967/68 studeerde hij communicatie in Cardiff en was daar tevens correspondent. Vanaf 1968 was Van der Meer in dienst bij de KRO. Hij begon als verslaggever van het blad KRO Studio en ging vervolgens als redacteur bij Brandpunt werken, waarvoor hij ook documentaires maakte. Van der Meer kreeg bekendheid als presentator van onder meer Cijfers en Letters (1975), De Ver van Mijn Bed Show (1978-1992) en Spoorloos (1990-1992). Hij begon zijn eigen productiebedrijf en maakte onder andere voor de NOS Meer op zondag, dat hij zelf presenteerde, en produceerde ook voor de KRO.
Tijdens een reis voor een programma medio jaren tachtig leerde hij columniste en psychologe Annette Heffels kennen. Met haar en Willeke Bezemer maakte hij voor de KRO drie seizoenen van het programma In therapie. Nadat beiden gescheiden waren, huwde hij met Heffels en het paar kocht eind 1995 het Kasteel van Rijckholt in het Limburgse dorpje Rijckholt. Heffels had al twee adoptiekinderen en samen adopteerden ze een jongen. In 2006 werd het Kasteel van Rijckholt verkocht. In 2023 publiceerde hij het autobiografische boek Ach, zeik niet! over zijn jeugd en tijd bij de Volkskrant.